# Platychelus nitidulus
Platychelus nitidulus är en skalbaggsart som beskrevs av Hermann Burmeister 1844. Platychelus nitidulus ingår i släktet Platychelus och familjen Melolonthidae. Inga underarter finns listade i Catalogue of Life.